# Vòng lặp do while
Bản mẫu:Loop constructs

Sơ đồ luồng vòng lặp Do While

Trong hầu hết ngôn ngữ lập trình máy tính, một vòng lặp do while (tiếng Anh: do while loop) là một câu lệnh luồng điều khiển để thực thi một khối lệnh ít nhất một lần, và sau đó lặp lại việc thực thi khối đó, hay không, tùy thuộc vào điều kiện boolean ở cuối khối đó.

## Cấu trúc tương đương
```
do
 
{

   
do_work
();
  

}
 
while
 
(
condition
);

```

thì tương đương với(==/===)
```
do_work
();

while
 
(
condition
)
 
{

   
do_work
();

}

```

hay là
```
while
 
(
true
)
 
{

   
do_work
();

   
if
 
(
!
condition
)
 
break
;

}

```

hoặc
```
LOOPSTART
:

   
do_work
();

   
if
 
(
condition
)
 
goto
 
LOOPSTART
;

```

## Vòng lặp do while ở các ngôn ngữ lập trình
Chương trình ví dụ sau tính toán giai thừa của 5 bằng cách dùng cú pháp của ngôn ngữ tương ứng cho một vòng lặpdo-while.

### ActionScript 3
```
var
 
counter
:
int
 
=
 
5
;

var
 
factorial
:
int
 
=
 
1
;

do
 
{

  
factorial
 
*=
 
counter
--;
 
/* Multiply, then decrement. */

}
 
while
 
(
counter
 
>
 
0
);

trace
(
factorial
);

```

### Ada
```
with
 
Ada.Integer_Text_IO
;

procedure
 
Factorial
 
is

  
Counter
 
:
 
Integer
:=
 
5
;

  
Factorial
:
 
Integer
:=
 
1
;

begin

  
loop

    
Factorial
:=
 
Factorial
 
*
 
Counter
;

    
Counter
 
:=
 
Counter
 
-
 
1
;

    
exit
 
when
 
Counter
 
=
 
0
;

  
end
 
loop
;

  
Ada
.
Integer_Text_IO
.
Put
 
(
Factorial
);

end
 
Factorial
;

```

### BASIC
BASIC trước kia (như GW-BASIC) dùng cú pháp WHILE/WEND. Còn BASIC mới hơn như PowerBASIC cho phép dùng cả cấu trúc WHILE/WEND lẫn DO/LOOP, với cú pháp như DO WHILE/LOOP, DO UNTIL/LOOP, DO/LOOP WHILE, DO/LOOP UNTIL, và DO/LOOP. Mã nguồn BASIC điển hình như sau:
```
Dim
 
factorial
 
As
 
Integer

Dim
 
counter
 
As
 
Integer

factorial
 
=
 
1

counter
 
=
 
5

Do
 

   
factorial
 
=
 
factorial
 
*
 
counter

   
counter
 
=
 
counter
 
-
 
1

Loop
 
While
 
counter
 
>
 
0

Print
 
factorial

```

### C#
```
int
 
counter
 
=
 
5
;

int
 
factorial
 
=
 
1
;

do
 

{

  
factorial
 
*=
 
counter
--
;
 
/* Multiply, then decrement. */

}
 
while
 
(
counter
 
>
 
0
);

System
.
Console
.
WriteLine
(
factorial
);

```

### C
```
int
 
counter
 
=
 
5
;

int
 
factorial
 
=
 
1
;

do
 
{

  
factorial
 
*=
 
counter
--
;
 
/* Multiply, then decrement. */

}
 
while
 
(
counter
 
>
 
0
);

printf
(
"factorial of 5 is %d
\n
"
,
 
factorial
);

```

### C++
```
int
 
counter
 
=
 
5
;

int
 
factorial
 
=
 
1
;

do
 
{

  
factorial
 
*=
 
counter
--
;

}
 
while
 
(
counter
 
>
 
0
);

std
::
cout
<<
"factorial of 5 is "
<<
factorial
<<
std
::
endl
;

```

### CFScript
```
factorial
 
=
 
1
;

count
 
=
 
10
;

do
 
{

   
factorial
 
*=
 
count
--
;

}
 
while
 
(
count
 
>
 
1
);

writeOutput
(
factorial
);

```

### D
```
int
 
counter
 
=
 
5
;

int
 
factorial
 
=
 
1
;

do
 
{

  
factorial
 
*=
 
counter
--;
 
// Multiply, then decrement.

}
 
while
 
(
counter
 
>
 
0
);

writeln
(
"factorial of 5 is "
,
 
factorial
);

```

### Fortran
With legacy FORTRAN 77 there is no DO-WHILE construct but the same effect can be achieved with GOTO:
```
      
INTEGER 
CNT
,
FACT

      
CNT
=
5

      
FACT
=
1

    
1
 
CONTINUE

      
FACT
=
FACT
*
CNT

      
CNT
=
CNT
-
1

      
IF
 
(
CNT
.
GT
.
0
)
 
GOTO
 
1

      
PRINT
*
,
FACT

      
END

```

With Fortran 90 and later, the do-while loop is actually the same as the for loop.
```
program 
FactorialProg

  
integer
::
 
counter
 
=
 
5

  
integer
::
 
factorial
 
=
 
1

  
factorial
 
=
 
factorial
 
*
 
counter

  
counter
 
=
 
counter
 
-
 
1

  
do while
 
(
counter
 
>
 
0
)

    
factorial
 
=
 
factorial
 
*
 
counter

    
counter
 
=
 
counter
 
-
 
1

  
end do

  print
 
*
,
 
factorial

end program 
FactorialProg

```

### Java
```
int
 
counter
 
=
 
5
;

int
 
factorial
 
=
 
1
;

do
 
{

    
factorial
 
*=
 
counter
--
;
 
/* Multiply, then decrement. */

}
 
while
 
(
counter
 
>
 
0
);

System
.
out
.
println
(
"The factorial of 5 is "
 
+
 
factorial
);

```

### JavaScript
```
var
 
counter
 
=
 
5
;

var
 
factorial
 
=
 
1
;

do
 
{

    
factorial
 
*=
 
counter
--
;

}
 
while
 
(
counter
 
>
 
0
);

console
.
log
(
factorial
);

```

### Kotlin
```
var
 
counter
 
=
 
5

var
 
factorial
 
=
 
1

do
 
{

    
factorial
 
*=
 
counter
--

}
while
(
counter
 
>
 
0
)

println
(
"Factorial of 5 is 
$
factorial
"
)

```

### PL/I
The PL/I DO statement subsumes the functions of the post-test loop (do until), the pre-test loop (do while), and the for loop. All functions can be included in a single statement. The example shows only the "do until" syntax.
```
declare counter   fixed initial(5);
declare factorial fixed initial(1);
do until(counter<=0);
  factorial = factorial * counter;
  counter = counter - 1;
  end;
put(factorial);

```

### Python
Python lacks a specific do while flow control construct. However, the equivalent may be constructed out of a while loop with a break.
```
counter
 
=
 
5

factorial
 
=
 
1

while
 
True
:

    
factorial
 
*=
 
counter

    
counter
 
-=
 
1

    
if
 
counter
 
==
 
0
:

        
break

print
(
factorial
)

```

### Racket
Racket, cũng như các hiện thực khác của Scheme, dùng "named-let" như một cách thông dụng để hiện thực vòng lặp:
```
#lang 
racket

(
define
 
counter
 
5
)

(
define
 
factorial
 
1
)

(
let
 
loop
 
()

  
(
set!
 
factorial
 
(
*
 
factorial
 
counter
))

  
(
set!
 
counter
 
(
sub1
 
counter
))

  
(
when
 
(
>
 
counter
 
0
)
 
(
loop
)))

(
displayln
 
factorial
)

```

Compare this with the first example of the while loop example for Racket. Be aware that a named let can also take arguments.
Racket and Scheme also provide a proper do loop.
```
(
define
 
(
factorial
 
n
)

  
(
do
 
((
counter
 
n
 
(
-
 
counter
 
1
))

       
(
result
 
1
 
(
*
 
result
 
counter
)))

    
((
=
 
counter
 
0
)
 
result
)
; Stop condition and return value.

  
; The body of the do-loop is empty.

  
))

```

### Ruby
```
counter
 
=
 
10

factorial
 
=
 
2

begin

  
factorial
 
*=
 
counter

  
counter
 
-=
 
2

end
 
while
 
counter
 
>
 
1

puts
 
factorial

```

### Smalltalk
```
|
 counter factorial 
|

counter
:=
 
5
.

factorial
:=
 
1
.

[
counter
 
>
 
0
] 
whileTrue:
 
  [
factorial
:=
 
factorial
 
*
 
counter
.

  
counter
:=
 
counter
 
-
 
1
]
.

Transcript
 
show:
 
factorial
 
printString

```

### Swift
Swift 2.x:
```
var
 
counter
 
=
 
5

var
 
factorial
 
=
 
1

repeat
 
{

     
factorial
 
*=
 
counter

     
counter
 
-=
 
1

}
 
while
 
counter
 
>
 
0

print
(
factorial
)

```

Swift 1.x:
```
var
 
counter
 
=
 
5

var
 
factorial
 
=
 
1

do
 
{

     
factorial
 
*=
 
counter

     
counter
 
-=
 
1

}
 
while
 
counter
 
>
 
0

println
(
factorial
)

```

### Visual Basic.NET
```
Dim
 
counter
 
As
 
Integer
 
=
 
5

Dim
 
factorial
 
As
 
Integer
 
=
 
1

Do

   
factorial
 
*=
 
counter

   
counter
 
-=
 
1
 

Loop
 
While
 
counter
 
>
 
0

Console
.
WriteLine
(
factorial
)

```